# Diradur I (ormiański patriarcha Konstantynopola)
Diradur I (ur. ?, zm. ?) – w latach 1561–1563 oraz 1596–1599 8. ormiański Patriarcha Konstantynopola.